# Bulweria
Bulweria je rod morskih ptica iz porodice zovoja. Dobio je ime po engleskom prirodoslovcu Jamesu Bulweru. Ima dvije žive vrste, Bulweria bulwerii i Bulweria fallax. Treća vrsta, Bulweria bifax, koja je bila endem Svete Helene je izumrla u 16. stoljeću. Rod je rasprostranjen na 3 najveća oceana, Tihi ocean, Atlantski ocean i Indijski ocean, a Bulweria fallax se nalazi samo u sjeverozapadnom Indijskom oceanu. Ptice su velike 25-30 cm, a imaju raspon krila 65-80 cm. 